# Orange County Register
L'Orange County Register est un journal quotidien américain publié par le groupe Freedom Communications en Californie et basé à Santa Ana.

## Histoire

### 1905–1985
Le Register a été fondé en 1905 par la société Santa Ana Daily Register puis vendue à J.P. Baumgartner en 1906. En 1927, J. Frank Burke achète le journal puis en 1935, c'est Raymond C. Hoiles, qui reprend le titre mais le renomme Santa Ana Register tout en réorganisant sa société de holdings Freedom Newspapers, Inc., qui devient en 1950, Freedom Communications. En 1952, le journal retire le "Santa Ana" de son titre.